# Кордова, Хосе Мария
Хосе Мария Кордова Муньос (исп. José María Córdova Muñoz, 8 сентября 1799 — 17 октября 1829) — южноамериканский военный, участник борьбы южноамериканских колоний за независимость.

## Биография
Родился в 1799 году в Консепсьоне; затем его семья переехала в Сан-Висенте, а потом — в Рионегро. В 1814 году поступил в Сапёрное училище в Медельине. С 1815 года стал принимать участие в сражениях войны за независимость, хорошо проявил себя в боях и стал лейтенантом. В 1816 году после поражения в сражении при Кучилье-эль-Тамбо вместе с небольшим отрядом под командованием Сантандера отступил на восток Колумбии. Затем сражался в Венесуэле под командованием Паэса. В 1817 году отправился на Гвианское нагорье и присоединился к Боливару, в ноябре стал капитаном кавалерии. В 1819 году в составе войск Боливара участвовал в освобождении Новой Гранады.
Будучи назначенным губернатором провинции Антьокия, очистил её от остатков роялистских сил. Затем, по поручению Боливара, провёл кампанию по освобождению долины реки Магдалена, завершившуюся взятием в 1821 году Картахены.
В 1822 году был откомандирован к находившимся в Эквадоре войскам генерала Сукре, принял участие в решающем сражении при Аякучо, приведшем к разгрому роялистских сил в Перу и Боливии.
После завершения кампании на юге Кордова вернулся в Антьокию. В 1828 году Боливар объявил себя диктатором, и издал новую конституцию, нацеленную на создание централизованного государства. В ответ на это генералы Обандо и Лопес подняли восстание, к которому присоединился и Кордова. Вскоре он погиб в сражении с войсками центрального правительства.
В честь генерала Кордовы названы департамент Кордова, муниципалитеты в департаментах Киндио, Нариньо и Боливар, а также военная академия в Боготе.

## Память
- Хосе Мария Кордова Муньос изображён на банкноте достоинством 5 колумбийских песо 1978 года.